# Тескер, Штефан
Штефан Тескер (нем. Stefan Thesker; род. 11 апреля 1991, Ахаус, Северный Рейн-Вестфалия) — немецкий футболист, защитник австрийского клуба «Санкт-Пёльтен».

## Клубная карьера
В январе 2011 года Штефан был отдан в аренду до конца сезона в клуб «Фортуна». В Эрстедивизи защитник дебютировал 21 января в матче с «Дордрехтом». В общей сложности Тескер сыграл за «Фортуну» 15 матчей в чемпионате. В январе 2012 года он перешёл в немецкий «Хоффенхайм».
В сезоне 2018/19 Штефан Тескер подписал трёхлетний контракт с немецким клубом «Хольштайн Киль».